# David Prowse
David Prowse (Bristol, 1º luglio 1935 – Londra, 28 novembre 2020) è stato un attore, culturista e sollevatore britannico, noto per aver interpretato fisicamente Dart Fener, nella saga di Guerre stellari, e Julian, l'aiutante dello scrittore Frank Alexander, in Arancia meccanica; raggiungeva i 2,01 metri (6'7") e pesava 120 chilogrammi (265 libbre).

## Biografia

### Dart Fener

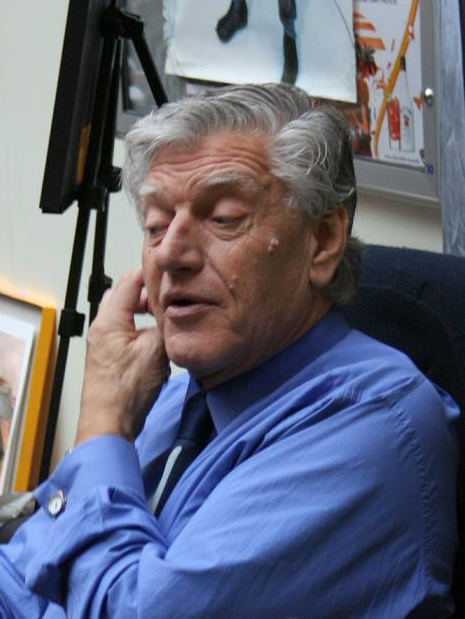
David Prowse nel 2006

Nonostante sia stato lui Fener nella trilogia Guerre stellari, per ridoppiare la voce del personaggio fu scelto, dopo la produzione, James Earl Jones; Prowse covò sempre dei risentimenti verso George Lucas per la scelta fatta in quanto non era stato avvisato. Lucas affermò che per il personaggio avrebbe preferito una voce 'più profonda' (Dart Fener doveva avere una voce profonda ed echeggiante) che l'attore non avrebbe potuto fornire. Nel documentario del 2004, L'impero dei sogni - La storia della trilogia di Star Wars, l'attrice Carrie Fisher, che aveva interpretato Leila Organa nel film, ha detto che a causa dell'accento della West Country di Prowse, l'attore era stato soprannominato "Darth Farmer".
Cominciò a farsi notare stando con sua madre a Las Vegas all'età di 12 anni. Frequentò la Beverly Hills High School, ma abbandonò gli studi all'età di 15 anni per diventare un attore. Successivamente si iscrisse alla Royal Central of Speech and Drama di Londra, dove rimase per 18 mesi e al Sarah Lawrence College, che lasciò per girare la saga di Guerre stellari.
Secondo Prowse, l'incidente più seccante riguardante il lavoro di doppiaggio di Fener si verificò durante la produzione de L'Impero colpisce ancora. Nel momento cruciale del film viene rivelato che Fener è il padre di Luke Skywalker. Secondo il regista Irvin Kershner, il copione aveva una pagina fasulla che spiegava come il dialogo di Fener includeva Obi-Wan Kenobi come l'uccisore del padre di Luke, ma in quel momento solo Kershner e il produttore Gary Kurtz sapevano che Fener e il padre di Luke erano la stessa persona. Pochi attimi prima della registrazione della scena, Mark Hamill, l'attore che interpretava Luke, venne preso a parte da Kershner, che gli rivelò la parte segreta del copione dicendogli di ignorare ciò che Prowse stava dicendo. La ragione di tale sotterfugio era che Lucas voleva assolutamente evitare una fuga di notizie come era avvenuto nel primo film.
Altro aneddoto emblematico del rapporto tra Prowse e Lucas è la ripresa della scena della morte di Fener sulla Morte Nera ne Il ritorno dello Jedi. Tale scena, l'unica in cui si vede il volto di Dart Fener, fu girata in gran segreto all'insaputa di Prowse stesso, che non poté quindi prestare il volto in quell'unica occasione. Infatti, per interpretare tale scena, Lucas scelse l'attore Sebastian Shaw su richiesta di Alec Guinness (interprete di Obi-Wan Kenobi), il quale era un grande amico di Shaw e, sapendo che in quel momento se la passava male economicamente, chiese a Lucas di dargli una parte. Il regista accettò, anche perché sapeva che Guinness non amava la saga e quello era l'unico modo per convincerlo a girare il terzo capitolo.
Prowse ha cercato di riprendere il ruolo di Fener ne La vendetta dei Sith, ma Lucas non accettò di assecondare la sua richiesta, poiché Hayden Christensen lo aveva pregato di poter interpretare il personaggio lui stesso, nonostante fosse più basso di 15 centimetri rispetto a Prowse.

### Altri ruoli
Prowse esordì in un film italiano, Col cuore in gola di Tinto Brass, dove interpretava uno degli uomini di Prescott, la prima vittima del film.
Sei anni prima di Guerre stellari, David Prowse apparve in Arancia meccanica di Stanley Kubrick nel ruolo di Julian, l'aiutante forzuto dello scrittore Frank Alexander: il ruolo era l'unico che Kubrick avesse inventato di sana pianta rispetto al libro di Anthony Burgess;  il doppiatore italiano Massimo Foschi fu lo stesso che poi gli avrebbe dato la voce nella trilogia stellare. David Prowse ha poi partecipato in cameo in alcuni fan film, come in Order of the Sith: Vengeance e il seguito Downfall assieme a Jeremy Bulloch e Michael Sheard, film girati per beneficenza.

### Vita privata
Nel 1963 ha sposato Norma E. Scammell con cui è rimasto fino alla morte. Dal loro matrimonio sono nati tre figli.

### Morte
Prowse morì il 28 novembre 2020, a 85 anni, per complicazioni dovute al Covid 19, aggiuntosi a osteoartrite, tumore alla prostata e malattia di Alzheimer: il decesso fu annunciato dalla figlia su Twitter e Facebook.

## Filmografia parziale
- Col cuore in gola, regia di Tinto Brass (1967)
- Gli orrori di Frankenstein (The Horror of Frankenstein), regia di Jimmy Sangster (1970)
- Arancia meccanica (A Clockwork Orange), regia di Stanley Kubrick (1971)
- La regina dei vampiri (Vampire Circus), regia di Robert Young (1972)
- Carne cruda (Blacksnake), regia di Russ Meyer (1973)
- Frankenstein e il mostro dell'inferno (Frankenstein and the Monster from Hell), regia di Terence Fisher (1974)
- The Best of Benny Hill, regia di John Robins (1974)
- Spazio 1999 (Space: 1999) - serie TV, episodio 2x14 (1976)
- Jabberwocky, regia di Terry Gilliam (1977)
- Guerre stellari (Star Wars), regia di George Lucas (1977)
- L'Impero colpisce ancora (The Empire Strikes Back), regia di Irvin Kershner (1980)
- Il ritorno dello Jedi (Return of the Jedi), regia di Richard Marquand (1983)

## Doppiatori italiani
Nelle versioni in italiano delle opere in cui ha recitato, David Prowse è stato doppiato da:
- Massimo Foschi in Arancia meccanica, Guerre stellari, L'Impero colpisce ancora,[12] Il ritorno dello Jedi
- Emilio Marchesini in Frankenstein e il mostro dell'inferno
- Gabriele Carrara in Come vi piace